# 五氧化二氮
五氧化二氮（化学式：N2O5），又称硝酸酐，是硝酸的酸酐。通常状态下呈无色柱状结晶体，易溶于水，水溶液呈酸性。可以用P2O5将浓HNO3脱水得到。

## 性质
五氧化二氮很容易潮解，而且在10℃以上能分解生成毒气二氧化氮及氧气，但在-10℃以下时较稳定。室温下易挥发、对光和热敏感。溶于热水时生成硝酸。遇高温及易燃物品，会引起燃烧爆炸。由五氧化二氮引起的火灾，可使用水或泡沫进行扑灭。

## 结构
研究表明，固体N2O5是由直线型的NO2+(N-O键长115.4pm)和平面正三角形的NO3-(N-O键长124.0pm)。

## 制备
通过五氧化二磷使浓硝酸在低温下(263K)的脱水反应或通过臭氧氧化二氧化氮的反应来制备。
4HNO3 + P4O10 → 2N2O5 + 4HPO3
2NO2 + O3 →  N2O5 + O2

## 反应
N2O5具有强氧化性，能将Na、I2等转变为Na+、I2O5等。N2O5与无水硫酸、高氯酸等反应能产生硝鎓离子(NO2+)，是制取硝鎓盐的一条途径。
N2O5 + 3H2SO4 → 2NO2+ + 3HSO4- + H3O+